# エイドリアン・ヴァンデンバーグ
エイドリアン・ヴァンデンバーグ（Adrian Vandenberg、1954年1月31日 - ）は、1980年代後半に成功したホワイトスネイクのギタリストとして在籍したことでよく知られ、1981年にバンド、ヴァンデンバーグとして活動を始めたオランダのギタリストである。2013年、エイドリアンは新しいバンドを結成した。そのヴァンデンバーグズ・ムーンキングスは、ニュー・アルバムをレコーディングし、2014年の初めにリリースされた。

## 略歴

### 初期の頃
オランダのデン・ハーグで生まれたエイドリアン・ヴァンデンバーグは、もともと1978年にセルフタイトルのアルバムをリリースしたオランダのバンド、ティーザー (Teaser)のリード・ギタリストであった（ギタリストのジェイク・E・リーをフィーチャーしたアメリカのTeaserとは別バンド）。その後、自身のバンドを単にヴァンデンバーグと名付け、1980年代に3枚のアルバムをリリースした。『ネザーランドの神話』『誘惑の炎』『アリバイ』である。彼らは間違いなくギターのレイヤーとハーモニーをフィーチャーしたバラード曲「Burning Heart」と、アルバム『誘惑の炎』収録の「Friday Night」で最もよく知られている。広い範囲にわたってツアーを行い、1982年後半には英国のマイケル・シェンカー・グループ、1983年にはキッスをサポートした。

### ホワイトスネイク

ホワイトスネイク時代のエイドリアン(左端)

エイドリアン・ヴァンデンバーグは、もともと1980年代初頭にホワイトスネイクに加わるようにアプローチされ、デイヴィッド・カヴァデールからは、ギターのスキルだけでなく、作詞作曲の才能とバンドリーダーとしての能力も買われていた。自身のバンドであるヴァンデンバーグの成功と、トップ40ヒット「Burning Heart」によって、当初はその申し出を辞退した。しかし1986年までに、レコード会社からのコマーシャルな内容を求める圧力と、その成功が頭打ちになったということもあり、彼はあっさりヴァンデンバーグを解散させ、ホワイトスネイクのカヴァデールに加わることを同意した。当初は、セッション・ミュージシャンとして雇われており、カヴァデールによるオリジナル・バンド・メンバーの大量解雇の後、彼らの名を冠したアルバム『Whitesnake』（邦題は『白蛇の紋章〜サーペンス・アルバス』）の完成を手助けした。彼はホワイトスネイクのナンバー1ヒット曲「Here I Go Again」にソロを提供したが、ギタリストのジョン・サイクスがアルバムのその他すべてのリード・ギターとリズム・ギターを演奏した。
成功となったワールド・ツアーとMTVでの3本のビデオの大規模な放映の後、ヴァンデンバーグは続くアルバム『スリップ・オブ・ザ・タング』において、すべての音楽を共同で作曲した。怪我のためにアルバムのレコーディングに参加できなくなったため、カヴァデールはリード・ギターとリズム・ギターの両方をレコーディングするためスティーヴ・ヴァイに協力を求めた。ヴァンデンバーグはバンドと一緒に演奏するのに十分なほど回復し、ヴァイと共にツイン・ギターの役割で、アルバムをサポートするツアーに参加した。ホワイトスネイクが1990年に解散した後、1994年のアルバム『グレイテスト・ヒッツ』に伴う再結成ツアーでも、ホワイトスネイクの一員として復帰を果たしている。再び1997年のアルバム『レストレス・ハート』でもカヴァデールと曲を共作した。今回は、彼のストレートでブルージーなアルバムにおいて、すべてのギターを演奏し、有名なロック/メタルのネオ・クラシックと呼べるナンバーを排除し、元々大きな影響を受けていたジミ・ヘンドリックス的な方向に向かわせた。彼はまた、ホワイトスネイクによるアンプラグド・アコースティック・アルバム『スターカーズ・イン・トーキョー〜アコースティック・ライヴ・イン・ジャパン』でもコラボレーションを行った。
ホワイトスネイクの後、元リトル・シーザーの歌手ロン・ヤング、エイドリアンとはホワイトスネイク時代のバンドメイトでベーシストであるルディ・サーゾとドラマーのトミー・アルドリッジをフィーチャーしたバンド、マニック・エデンで演奏を行っている。エイドリアンが1994年のアルバム『グレイテスト・ヒッツ』に伴うホワイトスネイクの再結成ツアーに参加したとき、バンドは解散した。
彼は優れたエアブラシ・アーティストであり、『誘惑の炎』『アリバイ』という2作のアルバムでカバーアートを担当している。
ホワイトスネイクがヴァンデンバーグの出身地であるオランダで演奏したとき、2008年6月にナイメーヘンで開催されたアロー・ロック・フェスティバルで「サプライズ・ゲスト出演」を行い、「Here I Go Again」の演奏で現在のラインナップに参加した。彼はまた、2011年にバーニー・マースデンと一緒にスウェーデン・ロック・フェスティバルでもホワイトスネイクと演奏している。

### 2011年–2013年
エイドリアン・ヴァンデンバーグは、2011年に故郷のエンスヘデからオランダのサッカーチームFCトゥエンテのために「A Number One」と呼ばれる曲を書いてレコーディングした。彼が「ヴァンデンバーグ」という名称の下でシングルをリリースしたという事実に起因して、すぐに論争が起こった。1980年代に彼の名を冠したバンドに在籍した他の（オリジナルの）メンバーは、名前が「ヴァンデンバーグ」であるエイドリアンに、自分たちの名前なしでの使用を承認しなかったため、訴訟が発生したのだ。法廷でエイドリアンは勝訴し、「ヴァンデンバーグ」という名前を使用するすべての権利は彼にあると最終決定で宣言された。

### ヴァンデンバーグズ・ムーンキングス

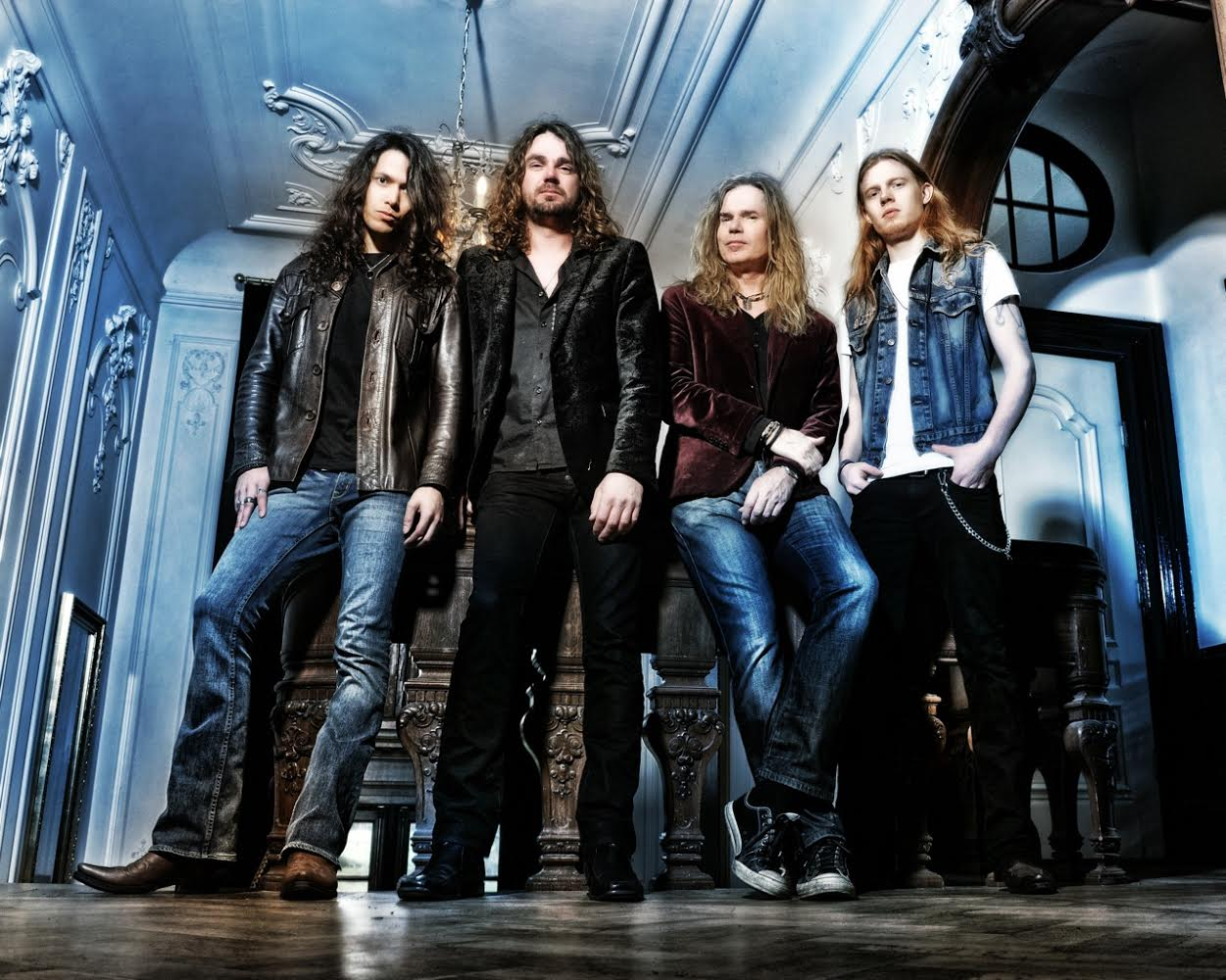
ヴァンデンバーグズ・ムーンキングス（2014年）

ヴァンデンバーグは2013年後半にヴァンデンバーグズ・ムーンキングスを結成した。バンドは、ヴァンデンバーグ（ギター）、ヤン・ホーフィング（ボーカル）、マルト・ナイエン・エス（ドラム）、セム・クリストフェル（ベース）で構成されている。2014年2月21日、マスコット・レコードからデビュー・アルバム『ヴァンデンバーグズ・ムーンキングス』をリリースした。2017年には、同じラインナップによるセカンド・アルバム『MK II』を発表し、同作にはワンリパブリックのカヴァー「ラヴ・ランズ・アウト」が収録された。

## ディスコグラフィ

### ティーザー
- 『ティーザー』 - Teaser (1978年)

### ヴァンデンバーグ
- 『ネザーランドの神話』 - Vandenberg (1982年)
- 『誘惑の炎』 - Heading For Storm (1983年)
- 『アリバイ』 - Alibi (1985年)
- 『ベスト・オブ・ヴァンデンバーグ』 - The Best Of Vandenberg (1988年) ※コンピレーション
- The Definitive Vandenberg (2004年) ※コンピレーション
- 『2020』 - 2020 (2020年)

### ホワイトスネイク
- 『白蛇の紋章〜サーペンス・アルバス』 - Whitesnake (1987年)
- 『スリップ・オブ・ザ・タング』 - Slip of the Tongue (1989年)
- 『レストレス・ハート』 - Restless Heart (1997年)
- 『スターカーズ・イン・トーキョー〜アコースティック・ライヴ・イン・ジャパン』 - Starkers in Tokyo (1998年)
- 『ライヴ・アット・ドニントン 1990』 - Live at Donington 1990 (2011年) ※ライブCD&DVD

### マニック・エデン
- 『マニック・エデン』 - Manic Eden (1994年、ビクター)

### ヴァンデンバーグズ・ムーンキングス
- 『ヴァンデンバーグズ・ムーンキングス』 - Vandenberg's MoonKings (2014年)
- 『MK II』 - MK II (2017年)
- 『ラギッド・アンド・アンプラグド』 - Rugged and Unplugged (2018年)

### 参加アルバム
- スティーヴ・ヴァイ : 『パッション・アンド・ウォーフェア』 - Passion and Warfare (1990年) ※バック・ボーカル